# Eocuma cadenati
Eocuma cadenati is een zeekommasoort uit de familie van de Bodotriidae. De wetenschappelijke naam van de soort is voor het eerst geldig gepubliceerd in 1950 door Fage.